# 梅德姆河
53°49′46″N 8°53′42.5″E / 53.82944°N 8.895139°E

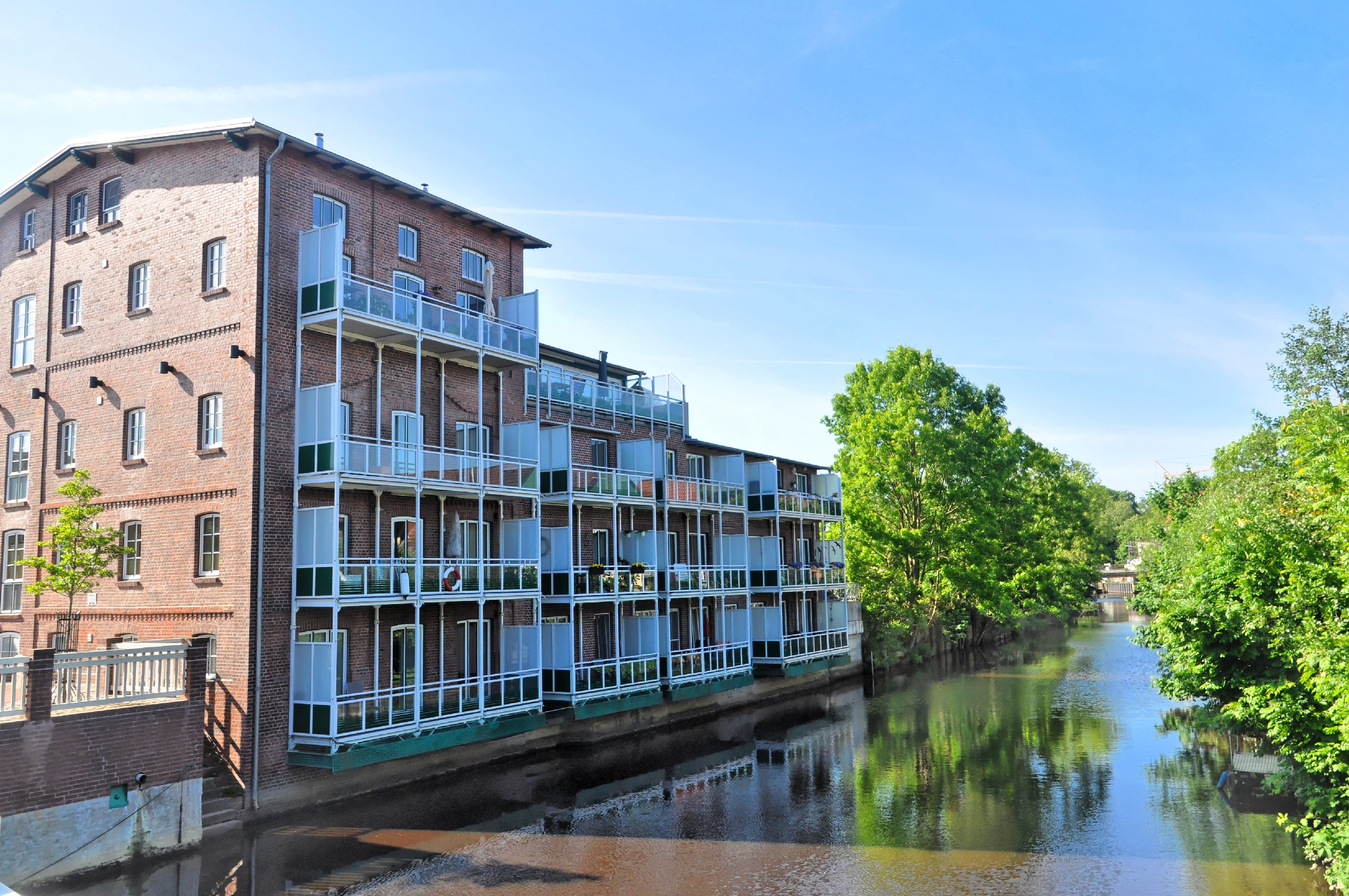
梅德姆河

梅德姆河（德語：Medem），是德國的河流，位於該國西北部，由下薩克森州負責管轄，屬於易北河的左支流，河道全長23公里，流域面積181平方公里，河口處在奧滕多夫附近。